# Foton (compagnie)
 (février 2019).
Beiqi Foton Motor (北汽福田汽车股份有限公司 en chinois simplifié; 北汽福田汽車股份有限公司 en chinois traditionnel; Běiqì Fútián Qìchē Gǔfèn Yǒuxiàn Gōngsī en pinyin), aussi appelé Foton ou Foton Motors, est une marque chinoise d'automobiles, d'autobus, de tracteurs et de camions.

## Histoire
Foton est une entreprise pékinoise, historiquement implantée dans le district de Changping (nord de Pékin). L'entreprise y dispose d'une usine de production et d'un centre de recherche & développement. L'expansion rapide de la marque au niveau national marqua rapidement l'ouverture de nouveaux centres de production disséminés dans tout le pays, notamment dans la municipalité autonome de Tianjin et les provinces du Shandong, Hebei, Hunan, Hubei, Liaoning et Guangdong. Plusieurs centres de recherche & développement ont également été ouverts à l'international, au Japon, à Taiwan ainsi qu'aux Philippines.
Créditée d'un capital de plus de 11 milliards de RMB En 2005 (soit l'équivalent de 100 millions d'euros d'époque), l'entreprise est classée 43e au palmarès des 500 entreprises chinoises les plus rentables.
Fort de son succès sur le marché intérieur, Foton cherche désormais à se développer à l'international chez les pays émergents, se renforçant notamment en Asie du Sud-Est, Amérique Latine et Afrique du Nord (Maghreb) via un réseau de concessionnaires locaux.

## Gamme de produits

### Camions

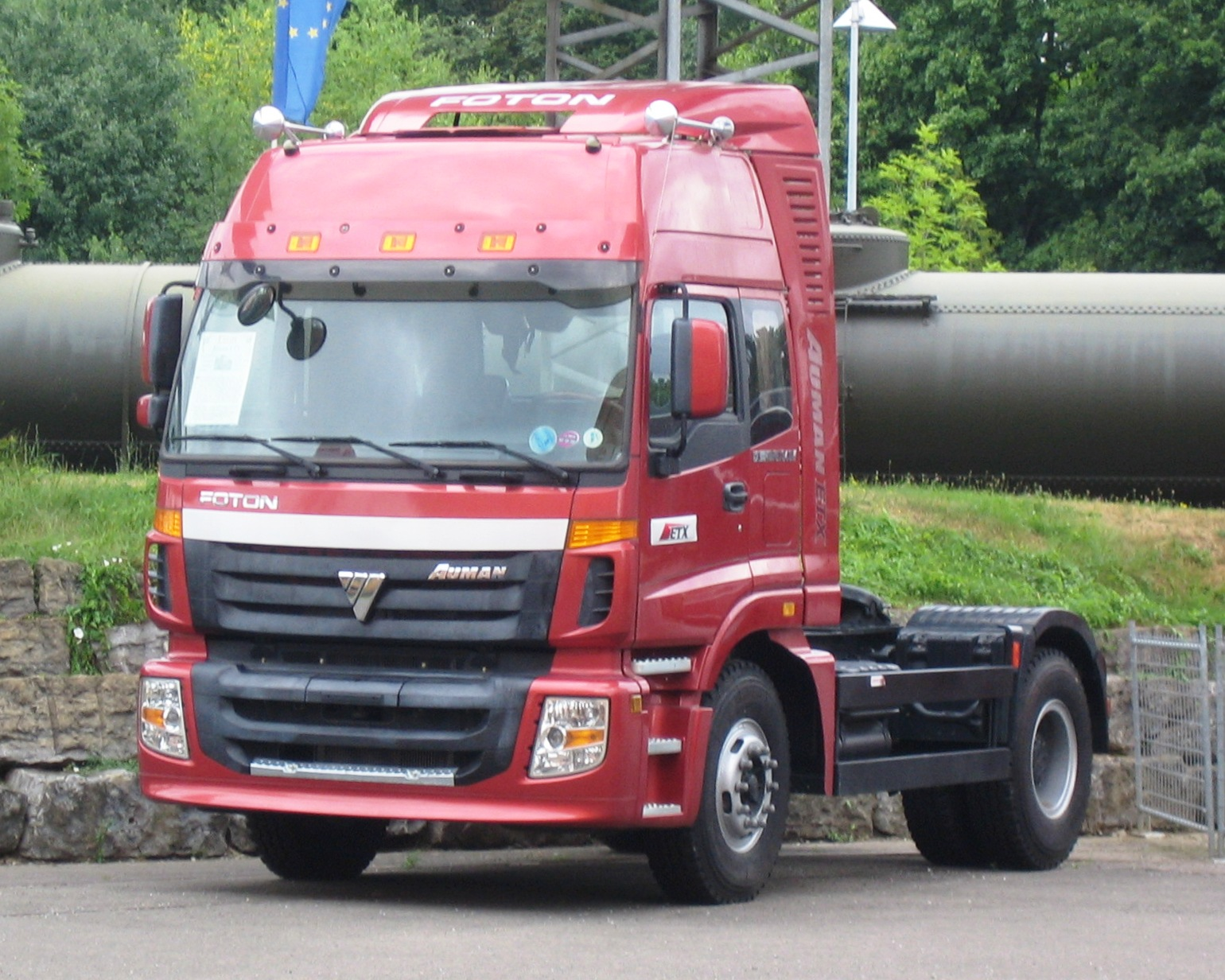
Camion Foton de série AUMAN

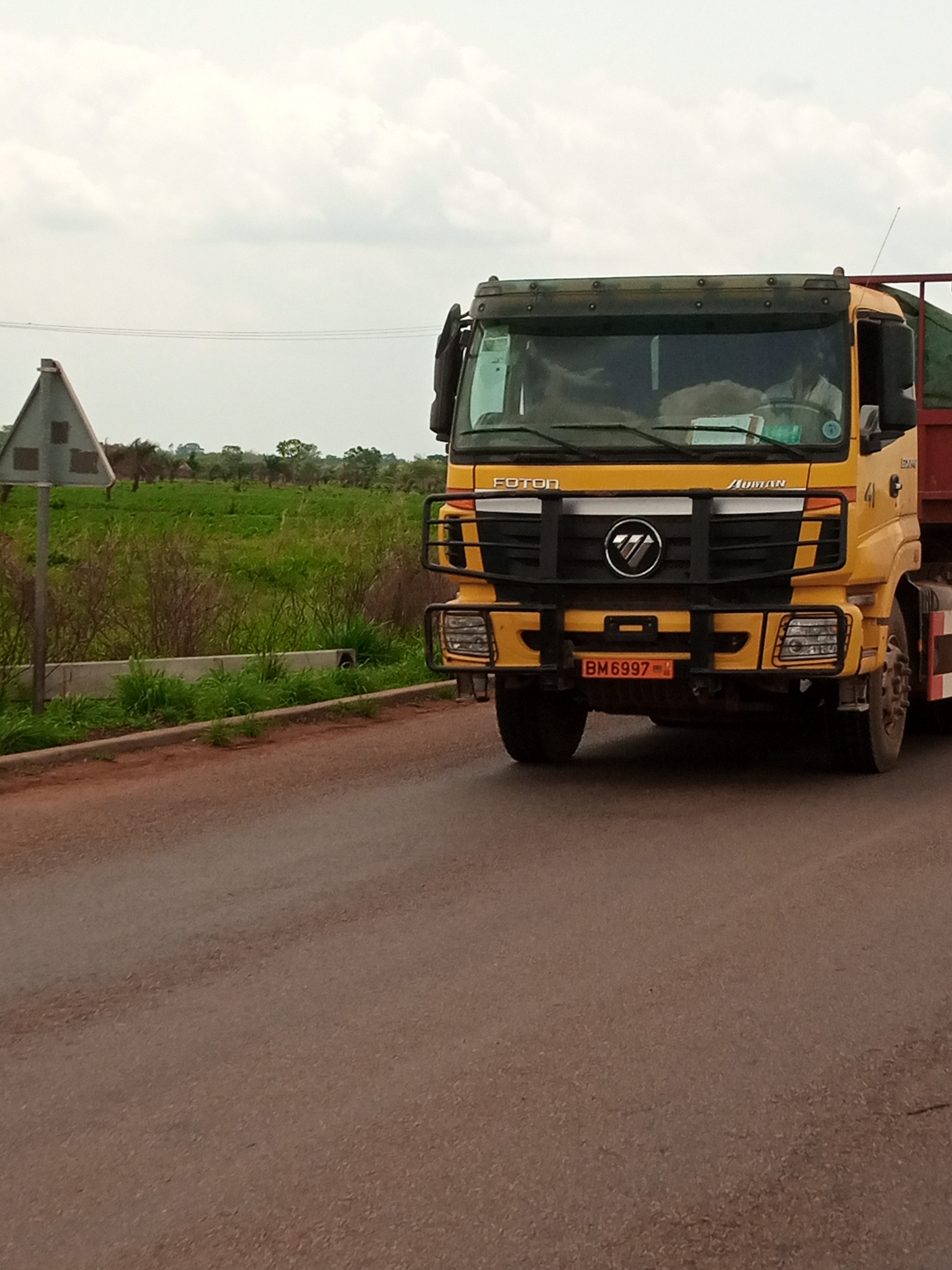
Camion Foton au Bénin (2020).

- AUMAN TL/TX/VT (versions porteur et tracteur routier)

### Véhicules utilitaires légers
- AUMARK C/TX/FL

### Pickup
- Tunland
- SUP C1/C2/C3

### SUV
- SUP CX

### Minibus
- VIEW S/CS2/M/L